# SEEK2 -SADISTIC BABYLON-
『SEEK2 -SADISTIC BABYLON-』（シーク サディスティック ベイビロン）は1999年6月25日にPILより発売された18禁SM調教シミュレーションゲーム。

## 概要
ストーンヘッズのSM専門レーベルPILのデビュー作であるSEEKの続編的な作品。前作SEEKのヒットにより鬼畜・調教ゲームが出尽くした感のある中で、究極のSM調教シミュレーションとして発売された。前作の世界観やシステムを引き継ぎながらも新しい要素や複雑なバックストーリーを絡め、新しいゲームとして仕上がっている。
Windows XPではプレイ中に強制終了するという不具合が確認されているが、開発元サイトで配布されている修正ファイルを適用することで回避可能。

## ストーリー
主人公はフリーカメラマンの北原雅之。生活のためどんな仕事をも引き受けながらそれなりに生きてきた彼の元へ、再婚してドイツに行った母が亡くなったという知らせが届く。ドイツ人の画商と結婚した母は、義理の娘マリノと暮らしていたが、1年前に夫に死に別れていた。両親を失ってしまったマリノのもとへと急ぐ主人公。しかし悲しみにくれる間も無く、雅之の目の前でマリノがさらわれてしまう。
マリノを誘拐した犯人は、マリノの父に故沢渡博之の名画とされる「飼育」の入手を依頼し、手付けに1億円という大金を渡していたのだという。「飼育」を手に入れるか1億円を返すかのどちらかを迫られた雅之だったが、貧乏カメラマンである彼にはなす術が無い。
そんな雅之のもとに李麗蘭という美女が現われ、自分の調教館で2か月働いて、きちんと奴隷を調教しきれば、1億円を融資するという。もちろん、失敗すれば融資は無かったことになるどころか、秘密保持のために香港マフィアに何をされるかわからない。
万策つきた雅之は李麗蘭の誘いに乗るしかなかった。しかしなんという運命のいたずらか、その調教館に送られてきた牝奴隷候補のなかに、助けるべきマリノの姿があった・・・。

## 登場人物
SEEK2に登場する攻略対象人物の名はYMOに由来。
主人公（初期設定：北原雅之〈きたはら まさゆき〉）
貧乏カメラマン。生活のために三流SM雑誌のグラビアを撮っていたために、李麗蘭に調教師になるよう勧められる。プレーヤーキャラクター。
李麗蘭（り れいらん）
自分ではレイラ・リーと名乗る調教館の女主人。華僑の家に生まれ、チャイナドレスを着こなす東洋美女。長い黒髪をストレートにしており、少しきつい眼は心の奥まで見透かすような鋭さを持つ。性的倒錯者であり、SM調教を楽しんでいる。世界的な秘密のSMクラブ「黒い薔薇」や香港マフィア「龍爪（ドラゴンクロー）」とも接点がある妖しげな女。
マリノ・パレンバーグ
メインヒロイン。双子座の美少女。ドイツ人と日本人のハーフであり、肩まで届くナチュラルブラウンの髪をしている。はかなげな印象をもつ少女だが、父のSM趣味に気付いており、調教を受けることになった自分の運命を受け入れ、下記の3人と共に調教館へやってきた。義兄である雅之に愛情を感じており、雅之に調教されるならば本望と思っている。調教目的はとにかくSMやSEXに慣れさせ一人前の奴隷にすること（処女であるため）。前作の大倉真梨乃とほぼ同じ立場にある、「もう一人の真梨乃」とも言える。
高橋由架（たかはし ゆか）
3月2日生まれ。深く物事を考えない性格で、風俗店に勤めている。SMクラブのオーナーに、一流のM女になればたんまり稼げるといわれ、調教を受けにやってきた。調教目的は、一流のM女にすること。
坂本恵子（さかもと けいこ）
1月6日生まれ。短い黒髪をおかっぱにして眼鏡をかけたまじめそうな女性。クリスチャンであり、幼少の頃から性的なことをタブー視してきた。愛人関係にある代議士が、彼女の心の奥には被虐願望があると考え、SM調教を受けることでそれが目覚めるのではないかと期待して館に送り込んだ。調教目的はSMやさまざまなSEXを楽しめるようにすること。
細野亜矢美（ほその あやみ）
12月8日生まれ。現役の人気歌手であり、知名度は高いものの、わがままな性格でプライドも高い。愛人関係にある有名音楽プロデューサーの勧めにしたがい館に来た。他の3人より遅れてやってくるため調教期間が短い。仕事上の打算でやってきているため、調教目的は素直で可愛い奴隷にすること。
イズム
館の少年執事。金髪をオールバックにした美少年。レイラの代わりに主人公の食事や身の回りの世話をする。
道具
道具、またはドッグと便宜上呼ばれる名も無い壊れた牝奴隷。調教途中で精神が崩壊してしまい、ろくに話せない。普段は檻に入れられ、主人公の性欲処理や雑巾がわりに使役されている。調教の道具としても使用される。ぼさぼさの金髪を無造作にのばしており、イズムがときおり手入れをする。彼女の過去には秘密ある。
沢渡貴之（さわたり たかゆき）、大倉真梨乃（おおくら まりの）、岡崎桃美（おかざき ももみ）、内海遥（うちうみ はるか）
前作SEEKの登場キャラ。世界的秘密SMクラブ「黒い薔薇」のパーティーで、真梨乃の公開調教ショーが行なわれた際に登場。桃美と遥は責められこそしなかったが、会話から奴隷に準じる立場にいることをうかがわせる。
矢沢沙貴（やざわ さき）
前作SEEKの案内人役。前作SEEKのトゥルーエンドでは生死不明になるため、雅之の持っていた沢渡博之の本に載せられた代表作（絵）としてのみ登場している。ただ「黒い薔薇」のパーティーで進行役をしていた女性が（マスクのため顔はわからないが）髪型や雰囲気が良く似ている。
沢渡博之（さわたり ひろゆき）
前作SEEKにも登場。世界的に有名な責め絵画家である。故人。本作では彼の遺した「飼育」という絵がバックストーリーの軸になっている。

## スタッフ
- シナリオ：南泌流夫
- 原画：COMA

## シリーズ
SEEKのシリーズはSEEKの項を参照のこと。
- PCゲーム - SM3800版
  - 仕様が一切変わらずに廉価版となったもの。

## 関連作品
学園ソドム 〜教室の牝奴隷達〜
1994年5月24日、PILより発売。件のエンディングキャラが生真面目な女教師であり、調教キャラの坂本恵子にその雰囲気が受け継がれている。ただし、顔や名前はまったく異なる。